# Herman Carlson i Herrljunga
Herman Carlson (i riksdagen kallad Carlson i Herrljunga), född 15 januari 1870 i Fölene socken, död 25 juli 1950 i Herrljunga, var en svensk bankdirektör och politiker (liberal).
Herman Carlson, som kom från en bondefamilj, började som trävaruhandlare i Herrljunga 1898 och blev 1909 styrelseordförande och direktör i AB Herrljunga lantmannabank. Han fortsatte sin bankkarriär på olika poster tills han 1935 blev verkställande direktör för Herrljunga sparbank. I Herrljunga var han kommunalnämndens ordförande 1900–1947.
Carlson var riksdagsledamot i andra kammaren 1909–1918, fram till 1911 för Vättle, Ale och Kullings domsagas valkrets och från 1912 för Älvsborgs läns mellersta valkrets. I riksdagen tillhörde han Frisinnade landsföreningens riksdagsgrupp Liberala samlingspartiet. Han var bland annat ledamot i bankoutskottet 1914–1918 och engagerade sig bland annat i värnpliktigas situation.